# Neboun
Neboun, également orthographié Neebou, est une commune rurale située dans le département de Biéha de la province de Sissili dans la région du Centre-Ouest au Burkina Faso.

## Géographie
Neboun est traversé par la route nationale 6.

## Éducation et santé
La commune accueille un centre de santé et de promotion sociale (CSPS).